# Café Holländer

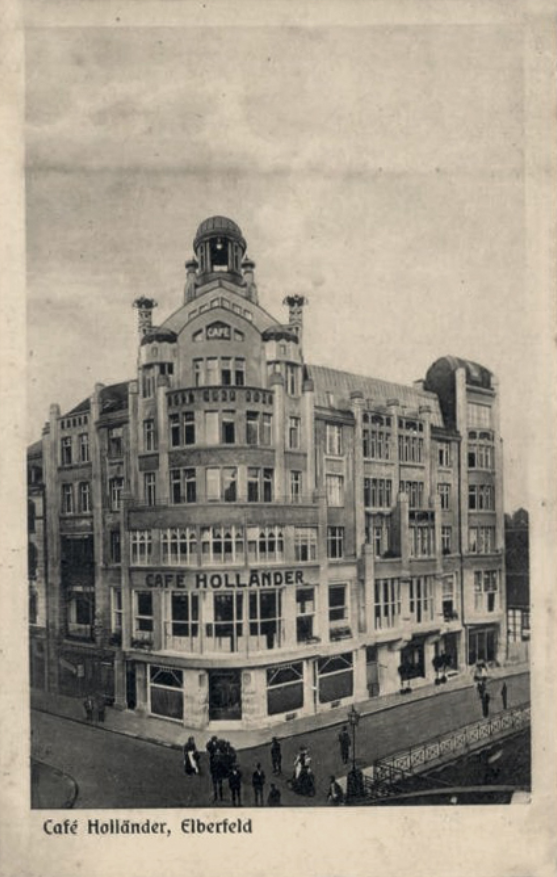
Außenansicht Café Holländer

Das Café Holländer war ein von 1906 bis 1956 bestehendes Café in Elberfeld, heute ein Stadtteil von Wuppertal.

## Geschichte
Das Gebäude am Islandufer 5 war 1906 im Anschluss an die Neue Fuhr als kuppelbewehrter Eckbau errichtet worden, architektonisch im Jugendstil und optisch darauf ausgerichtet, Aufmerksamkeit zu erregen. Das Repertorium der technischen Journal-Literatur von C. Heymann beschrieb 1907 die Bauweise als „aus Stein, Beton und Eisen“. Hiernach verfügte das Gebäude über elektrische Beleuchtung mittels einer Sauggasanlage, eine Niederdruckdampfheizung und einen elektrisch betriebenen Personenaufzug. Das Café war mit Möbeln des österreichischen Entwerfers Adolf Loos ausgestattet. In dem Etablissement traten häufig Musikgruppen auf.
Nach der weitgehenden Zerstörung des Viertels um den Brausenwerth 1943 durch den Luftangriff auf Elberfeld im Zweiten Weltkrieg wurde das Gebäude nur mehr behelfsmäßig in Stand gesetzt und im Juni 1956 abgerissen. Die Literatur beschreibt das Kaffeehaus als „ein exquisites Großstadt-Café, in dem Generationen von Wuppertalern getanzt haben“.

## Bilder

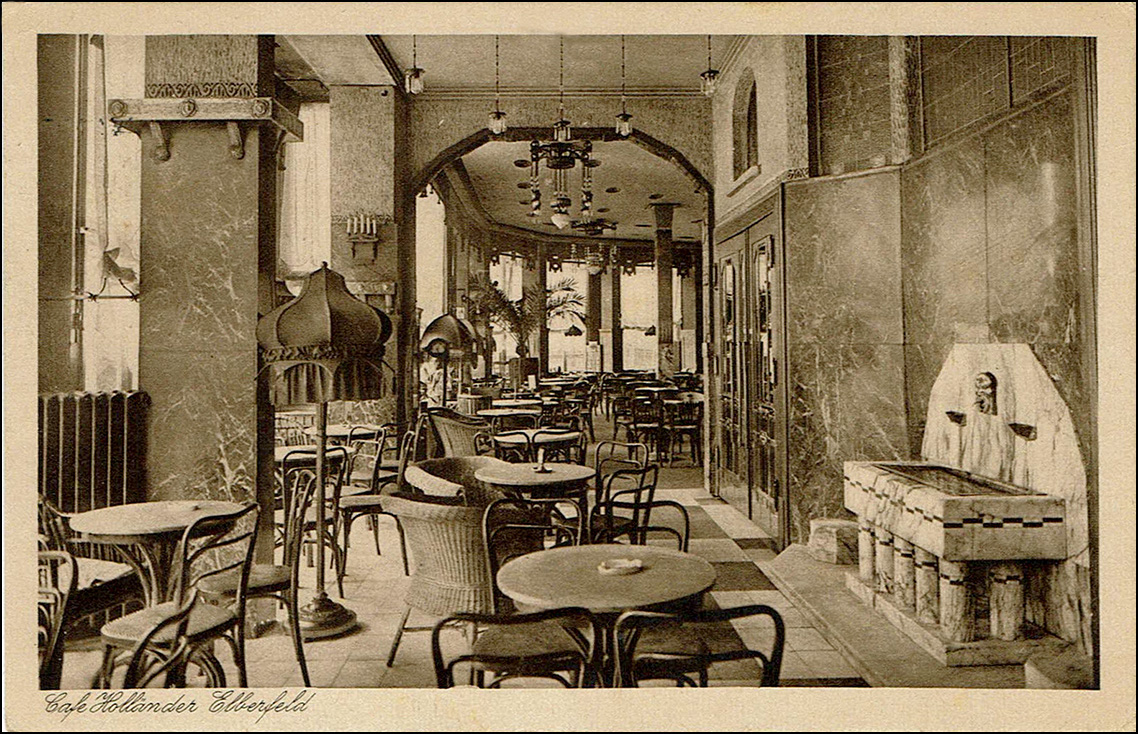
Innenansicht
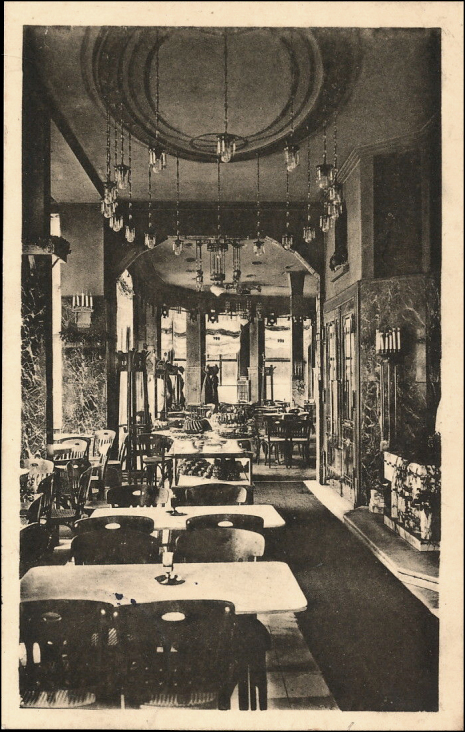
Innenansicht
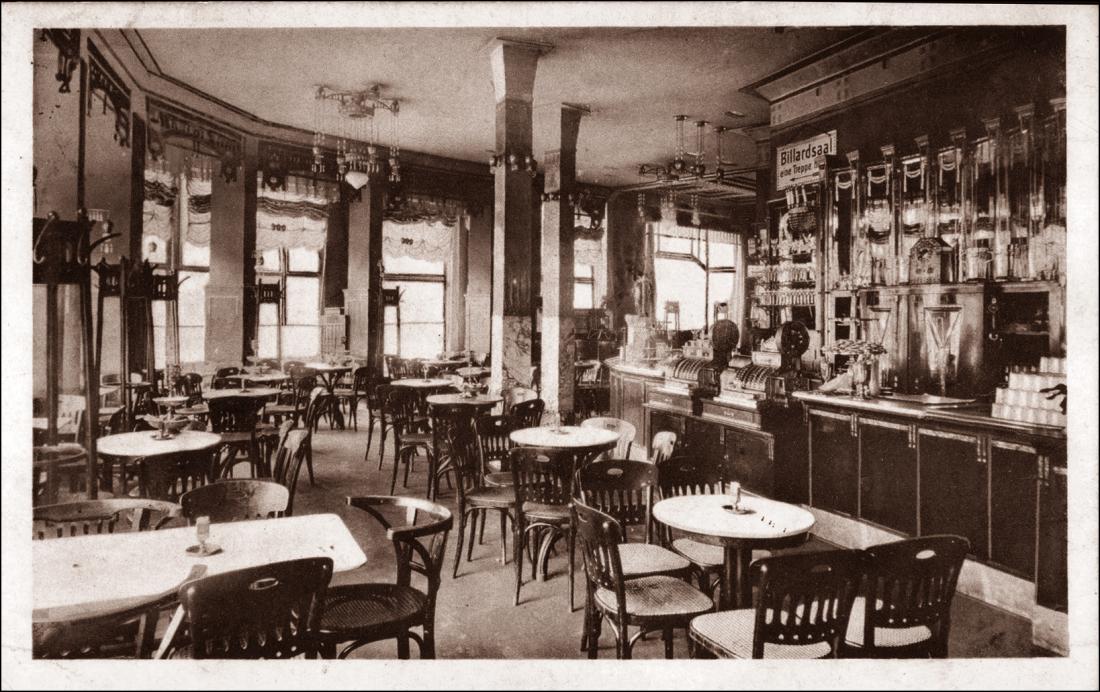
Innenansicht
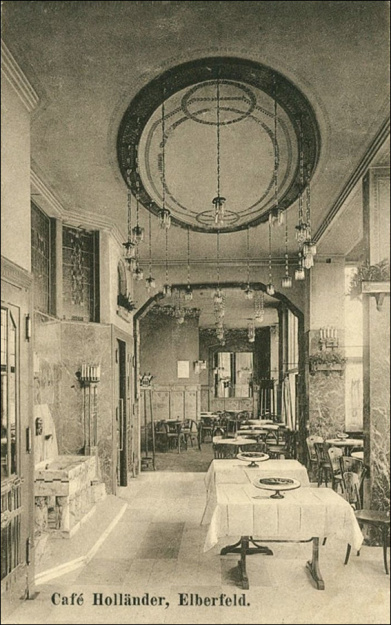
Innenansicht
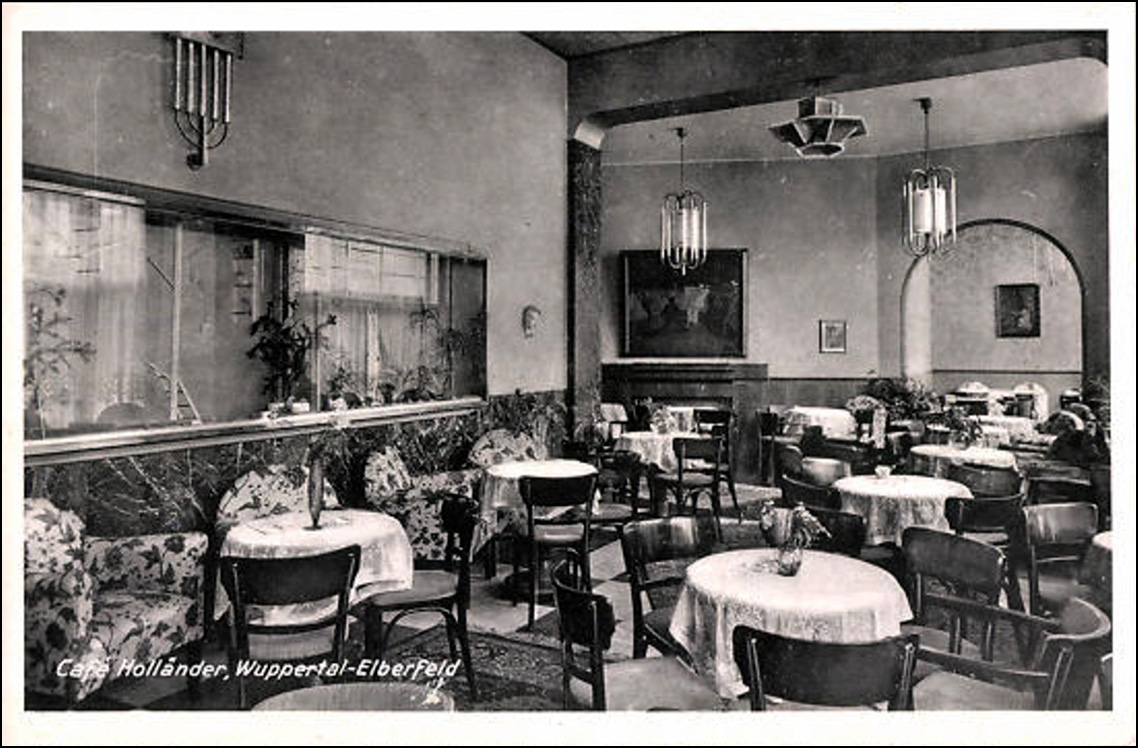
Innenansicht
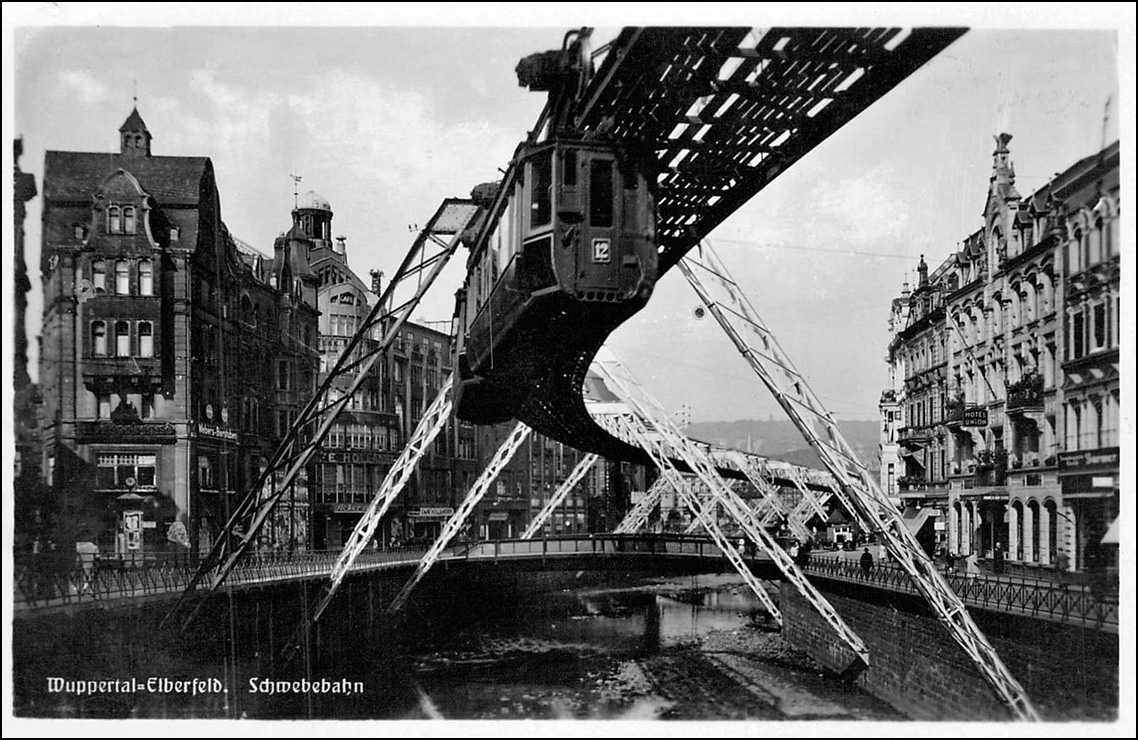
Café Holländer links neben der Schwebebahn